# 藤澤由和
藤澤 由和（ふじさわ よしかず、1968年4月 - ）は、日本の社会学者（公共政策学・ソーシャル・キャピタル論）。学位は博士（医学）（2010年）。宮城大学事業構想学部教授。新字体で藤沢 由和（ふじさわ よしかず）と表記されることもある。
国立保健医療科学院政策科学部リサーチ・レジデント、新潟医療福祉大学社会福祉学部准教授、静岡県立大学経営情報学部准教授などを歴任した。

## 来歴

### 生い立ち
1968年生まれ。早稲田大学の大学院に進み、1996年に文学研究科社会学専攻の修士課程を修了した。その後、ニュージーランドに渡り、オークランド大学で学んだ。2000年に、オークランド大学の医学健康学部の大学院の課程を修了した。なお、2005年には、早稲田大学の大学院にて文学研究科社会学専攻の博士後期課程を単位取得退学した。

### 研究者として
オークランド大学の大学院修了後、厚生省の試験研究機関である国立医療・病院管理研究所にて、医療政策研究部の協力研究員に就任した。また、2001年にはオーストラリアのニューサウスウェールズ大学の医学部クリニカルガバナンスリサーチ研究所と、シドニー大学の公衆衛生学部オーストラリアヘルスプロモーション研究所の、双方の客員研究員に就任した。なお、国立医療・病院管理研究所が国立公衆衛生院、国立感染症研究所口腔科学部などと統合され、厚生労働省の施設等機関として国立保健医療科学院が新設されると、2002年から政策科学部のリサーチ・レジデントに就任した。また、2004年からは国立保健医療科学院の政策科学部の協力研究員に就いた。さらに、2002年より、早稲田大学の道空間研究所の客員研究員も兼任した。
2004年、新潟医療福祉大学に採用され、社会福祉学部社会福祉学科の講師に就任した。2005年には、同大学の研究推進機構地域包括ケア研究センターにて研究員を務めた。2006年、新潟医療福祉大学の大学院にて、医療福祉学研究科社会福祉学専攻の助教授に就任した。助教授職の廃止と准教授職の新設にともない、2007年には、新潟医療福祉大学の社会福祉学部社会福祉学科の准教授に就任した。なお、その間に、延世大学校のヘルスシティ研究所の客員研究員も兼任した。
2008年より、静岡県立大学の経営情報学部経営情報学科にて、准教授を務めた。また、静岡県立大学の大学院にて、経営情報イノベーション研究科公共政策学の准教授も兼務した。
その後、宮城大学に転じ、事業構想学部の教授に就任した。事業構想学部においては、主として事業計画学科の講義を担当している。
2019年度からは、事業構想学群の地域創生学類の教授として講義を担当している。

## 研究
医療政策学や医療社会学を専門とし、特に公共政策学やソーシャル・キャピタル論について研究している。

## 略歴
- 1968年 - 誕生。
- 1996年 - 早稲田大学大学院文学研究科修士課程修了。
- 2000年 - オークランド大学大学院医学健康学部修了。
- 2000年 - 国立医療・病院管理研究所医療政策研究部協力研究員。
- 2001年 - ニューサウスウェールズ大学医学部クリニカルガバナンスリサーチ研究所客員研究員。
- 2001年 - シドニー大学公衆衛生学部オーストラリアヘルスプロモーション研究所客員研究員。
- 2002年 - 国立保健医療科学院政策科学部リサーチ・レジデント。
- 2002年 - 早稲田大学道空間研究所客員研究員。
- 2004年 - 国立保健医療科学院政策科学部協力研究員。
- 2004年 - 新潟医療福祉大学社会福祉学部講師。
- 2005年 - 早稲田大学大学院文学研究科博士後期課程単位取得退学。
- 2005年 - 新潟医療福祉大学研究推進機構地域包括ケア研究センター研究員。
- 2006年 - 延世大学校ヘルスシティ研究所客員研究員。
- 2006年 - 新潟医療福祉大学大学院医療福祉学研究科助教授。
- 2007年 - 新潟医療福祉大学社会福祉学部准教授。
- 2008年 - 静岡県立大学経営情報学部准教授・静岡県立大学大学院経営情報学研究科准教授。
- 2009年 - 東京大学大学院医学系研究科国際保健学専攻非常勤講師。
- 2011年 - 東京医科大学客員教授。

## 著作

### 共著
- 伊藤文夫・押田茂實編『医療事故紛争の予防・対応の実務――リスク管理から補償システムまで』新日本法規出版、2005年。ISBN 9784788208520
- 米林喜男・渋谷優子編『社会学』メヂカルフレンド社、2007年。ISBN 9784839230531
- 山手茂・園田恭一・米林喜男編『保健・医療・福祉の研究・教育・実践』東信堂、2007年。ISBN 9784887137516
- MEDINFO 2007 -- Proceedings of the 12th World Congress on Health (Medical) Informatics -- Building Sustainable Health Systems, Klaus A. Kuhn, James R. Warren and Tze-Yun Leong (ed.), Amsterdam / Washington, D.C.: IOS Press, 2007. ISBN 9781586037741
- Human Resources in Healthcare, Health Informatics and Healthcare Systems, Stefane M Kabene (ed.), Hershey: Medical Information Science Reference, 2010. ISBN 9781615208852

### 翻訳
- イチロー・カワチ・S・V・スブラマニアン・ダニエル・キム編、藤澤由和・高尾総司・濱野強監訳『ソーシャル・キャピタルと健康』日本評論社、2008年。ISBN 9784535982932